# Mjällby (Ort)
Mjällby ist ein Ort (tätort) in der schwedischen Provinz Blekinge län und der historischen Provinz Blekinge.

## Hintergrund
Wie die meisten Orte der Region lebt Mjällby von der Fisch- und Pelzindustrie, zudem gibt es einen großen Stärkeproduzenten im Ort.
Überregional ist der Ort zudem für die Fußballmannschaft des Mjällby AIF bekannt, die seit 2020 wieder in der Allsvenskan antritt. Seine Heimspiele trägt der Klub jedoch im Nachbarort Hällevik aus, wo das über 7.000 Zuschauer fassende Stadion Strandvallen steht.
Der Höga Rör ist ein bronzezeitliches Steinhügelgrab auf dem Berg Mörby Backe, südwestlich von Mörby, westlich von Mjällby.

## Töchter und Söhne
- Jonas Albin Engeström (1787–1846), schwedischer Physiker und Chemiker, Rektor der Universität Lund
- Lars Hörmander (1931–2012), schwedischer Mathematiker
- Sanfrid Neander-Nilsson (1898–1950), schwedischer Archäologe und Autor